# Gnome et Rhône 750 X
Pour les articles homonymes, voir XA et X40 (homonymie).
La Gnome et Rhône 750 X (ou simplement Gnome et Rhône X) est une moto du constructeur français Gnome et Rhône produite de 1935 à 1939. Une variante militaire (avec side-car) est dérivée sous le nom de Gnome et Rhône XA, ainsi qu'une variante d'escorte, la Gnome et Rhône X40.

## Technologie
La Gnome et Rhône X dérive de la Gnome et Rhône CV2, bicylindre à plat culbuté dont la cylindrée de 500 cm3 est portée à 600 puis 750.
Les quatre cylindres sont super carrés (80 × 72 mm). Le moteur développe 33 ch à 5 500 tr/min et permet à la moto, qui pèse 180 kg, d'atteindre 140 km/h solo et 100 à 110 km/h avec side-car,.

## Production et historique
Présentée aux Mines le 5 avril 1935, le modèle X est produite de 1935 à 1939. Il est principalement destiné à être utilisé avec un side-car.

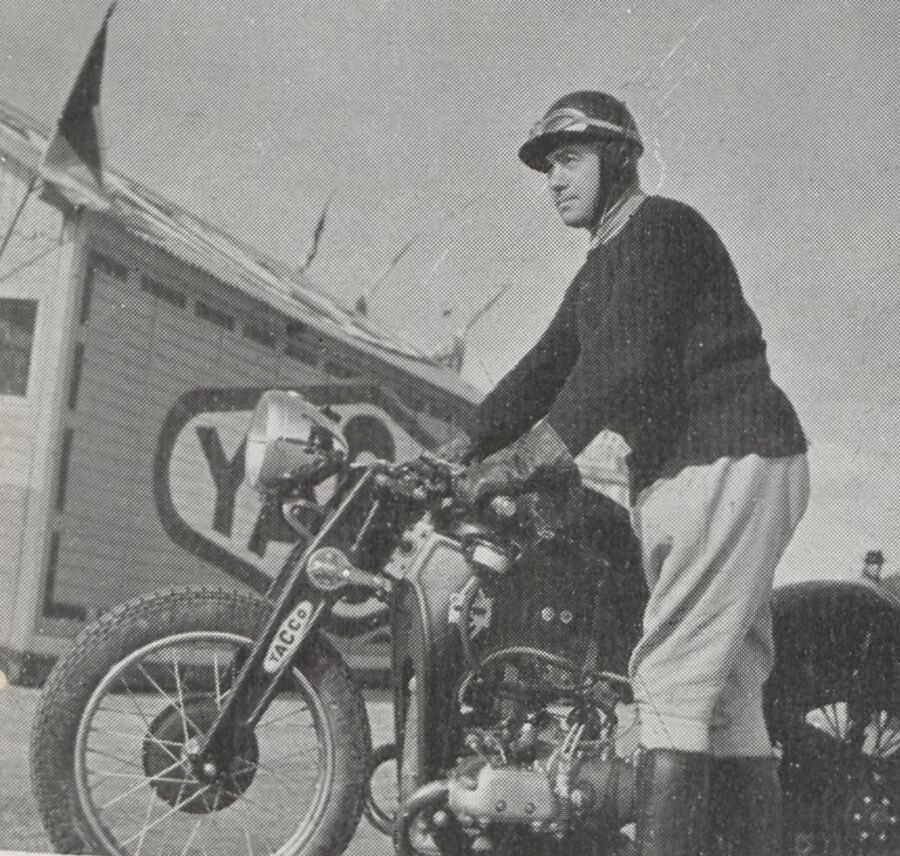
La 750 X utilisée en 1937 pour battre les records du monde, sur l'autodrome de Montlhéry.

En 1937, la 750 X obtient vingt records du monde, dont celui de 24 h parcourues à la vitesse moyenne de 136,56 km/h, et vingt-quatre nouveaux en 1939.
La Garde républicaine mobile achète des 750 X solos pour des missions d'escorte à partir de 1935.

## Variantes

### Gnome et Rhône XA

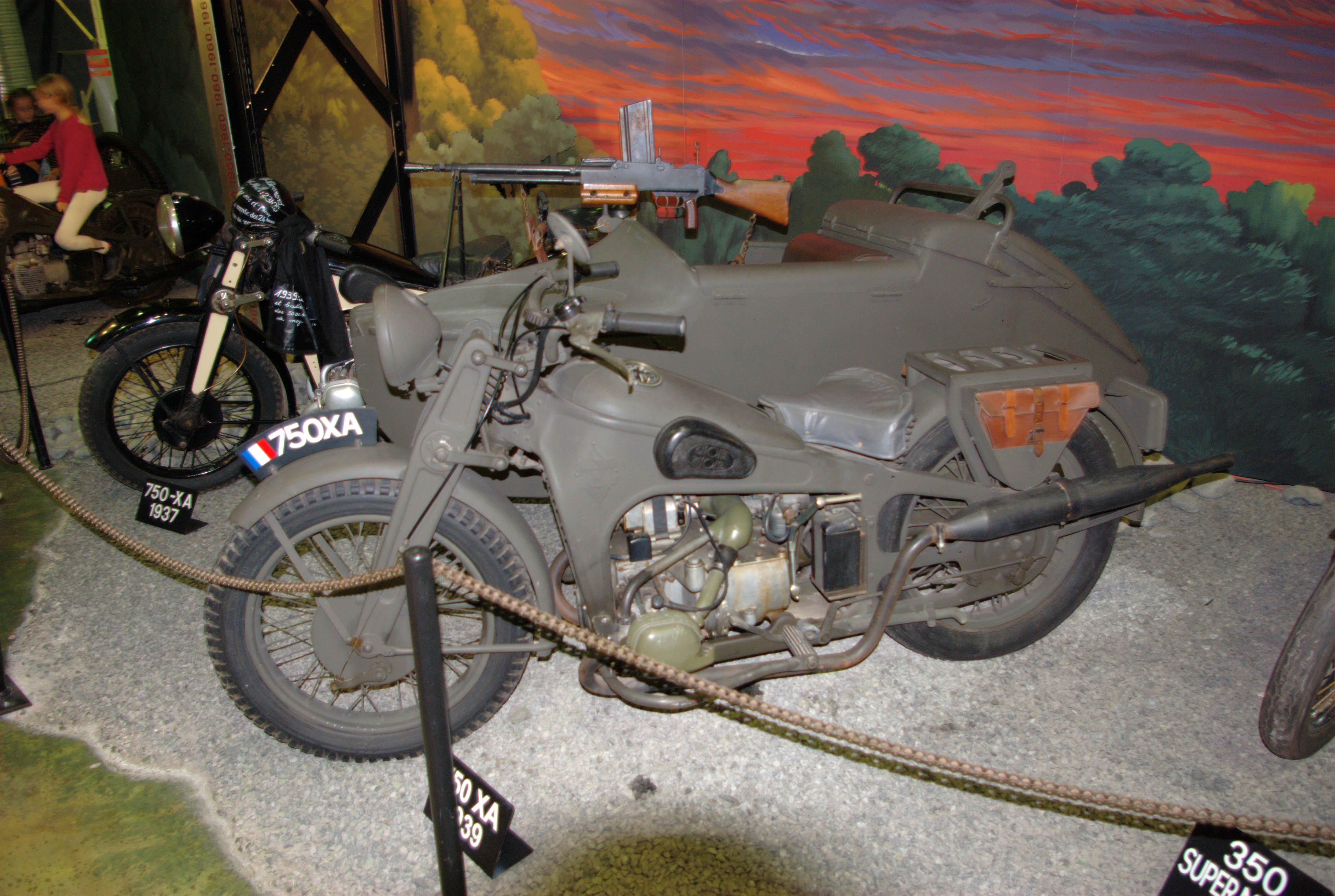
Deux Gnome et Rhône XA dans un musée.

La XA dérive de la 750 X civile, dont un prototype est adopté par l'Armée. La partie moteur est renforcée, avec un seul carburateur. Le side-car est produit par Bernardet, selon deux types « dragons portés » (avec support de fusil-mitrailleur) et « estafette ». L'ensemble moto-side type dragons portés pèse 682 kg en ordre de marche et atteint une vitesse de 76 km/h.

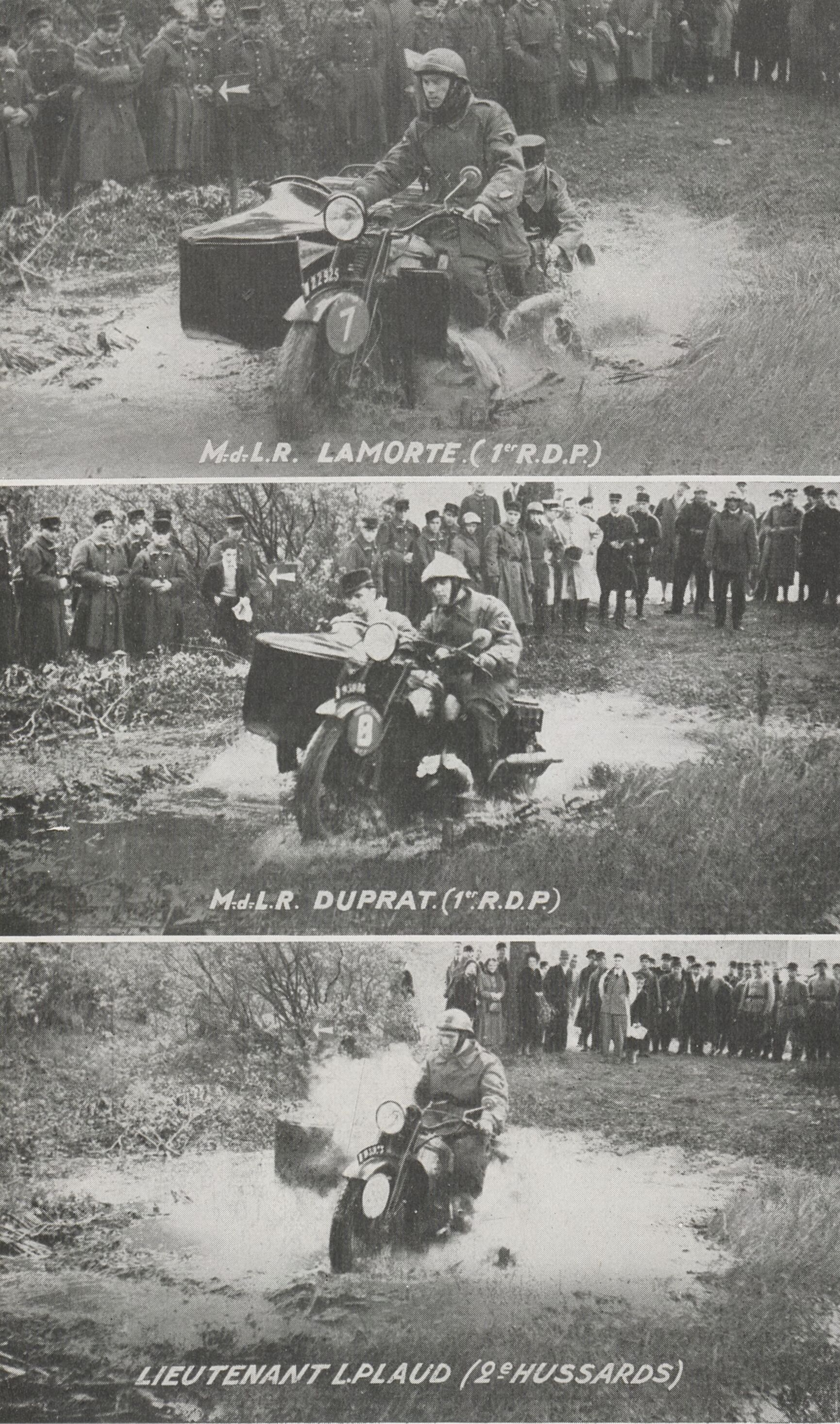
Passages en terrain varié de side-cars Gnome et Rhône XA du 1er régiment de dragons portés et du 2e régiment de hussards lors du tour de France militaire motocycliste 1938.

La XA est livrée à l'Armée à partir de 1936. Au printemps 1936, le modèle est légèrement modifié, avec report en avant de la carrosserie du side-car et ajout d'un réservoir de 15 l à l'intérieur de celle-ci. À partir de 1937, les XA reçoivent des garde-jambes en tôle.
En mars 1937, Gnome et Rhône présente une XA prototype avec side-car doté d'une innovation : un arbre de transmission transmet la motricité à la roue du side-car pour améliorer significativement les performances en tout-terrain, tout en étant relevé sur route pour faciliter les virages. Douze XA à side-car moteur sont livrées fin 1937 et donnent satisfaction. La production passe en 1939 à la Gnome et Rhône AX2, version améliorée de la XA et qui intègre la motricité du side-car à partir de la fin 1938.
Les XA sont utilisées par l'Armée française pendant la Seconde Guerre mondiale. La Gendarmerie en utilise jusque dans les années 1950.

### Gnome et Rhône X40
La Gnome et Rhône X40 est une version dérivée pour remplacer les 750 X l'escorte du président de la République (à l'époque Albert Lebrun). Elle combine les éléments de différents modèles : la partie cycle de l'AX2, le garde-boue avant de la X civile et un arrière inspiré par la CV2. Le moteur est celui de l'AX2 mais les culasses et les cylindres sont ceux du modèle X, tout comme l'arbre à cames. Le sélecteur de vitesse est au pied du motard. Les X40 atteignent les 145 km/h en vitesse de pointe et sont appréciées pour leur tenue de route et leur solidité.
Les 50 premières X40 sont livrées à Satory au groupe spécial de garde républicaine mobile à l'été 1939, peu avant la déclaration de guerre (certaines sources indiquent qu'elles ne sont construites qu'à partir de 1941). Affectées à la Garde personnelle du chef de l'État, les X40 sont utilisées dans les déplacements officiels du maréchal Pétain et de Pierre Laval, son premier ministre. Après la Libération, les X40 passent à l'escorte de Charles de Gaulle, président du gouvernement provisoire de la République française, puis de Vincent Auriol, président de la IVe République. Elles sont remplacées dans l'escorte présidentielle en 1953 par des CEMEC C8 puis quittent tout service d'escorte en 1958. Les dernières sont envoyées à l'école de police de Sens. La plupart des X40 sont ferraillées dans les années 1960.